# Julius Zacher

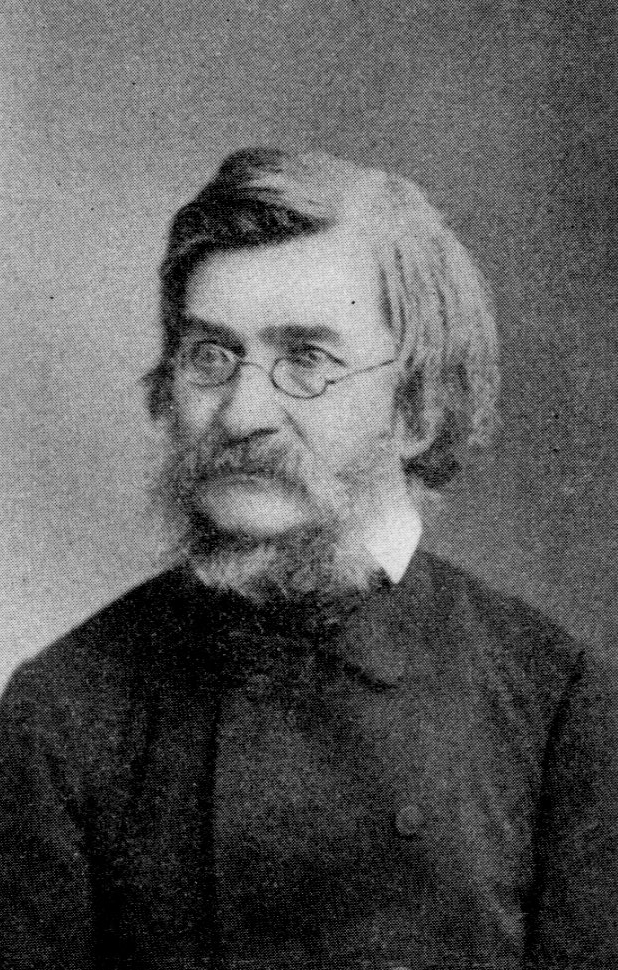
Julius Zacher

Ernst Julius August Zacher (* 5. Februar 1816 in Obernigk, Niederschlesien; † 23. März 1887 in Halle (Saale)) war ein deutscher Germanist. Als Hochschullehrer wirkte er in  Königsberg i. Pr. und Halle (Saale).

## Werdegang
Julius Zacher studierte Evangelische Theologie und Philologie an der  Schlesischen Friedrich-Wilhelms-Universität. Das Studium verdiente er sich als Hauslehrer. Er wechselte an die  Friedrich-Wilhelms-Universität zu Berlin und hörte bei Karl Lachmann und den Brüdern Grimm. 1844 promovierte er an der  Friedrichs-Universität Halle. Ab 1847 war er an der  Universitätsbibliothek Halle beschäftigt. 1848 wurde er mit der Katalogisierung der Bibliothek von Karl Hartwig Gregor von Meusebach betraut. Seit 1854 in Halle habilitiert, wurde er 1856 zum  a.o. Professor ernannt. 1859 folgte er dem Ruf der Albertus-Universität Königsberg auf ihren Lehrstuhl für Germanistik. Er leitete auch die Universitätsbibliothek Königsberg. 1863 kehrte er als Ordinarius nach Halle zurück.
Zacher ist Mitgründer und Herausgeber der Zeitschrift für deutsche Philologie und der Germanistischen Handbibliothek.

## Veröffentlichungen
- Die deutschen Sprichwörtersammlungen nebst Beiträgen zur Charakteristik der Meusebachschen Bibliothek; eine bibliographische Skizze. Weigel, Leipzig 1852.
- Das Gothische Alphabt Vulfilas und das Runenalphabet. Eine sprachwissenschaftliche Untersuchung. Brockhaus, Leipzig 1855.
- Die Historie von der Pfalzgräfin Genofeva. Ein Beitrag zur deutschen Literaturgeschichte und Mythologie. Schubert & Seidel, Königsberg 1860.
- Pseudocallisthenes. Forschungen zur Kritik und Geschichte der ältesten Aufzeichnung der Alexandersage. Verlag der Buchhandlung des Waisenhauses, Halle 1867.